# Назиф Кадир
Назиф Кадир-Шейлата е бивш български футболист, полузащитник. Роден е на 27 юни 1972 г. в Горна Оряховица. До втората половина на 90-те години е известен с българското си име Наско Костадинов.
Играл е за Локомотив (Горна Оряховица), Шумен, Спартак (Варна), Янтра, Етър, Бней Сахнин (Израел) и Макаби Кфар-Кана (Израел). В А група има 210 мача и 26 гола. С отбора на Локомотив (ГО) е полуфиналист за Купата на БФС през 1991 и носител на Купа Интертото през 1992 г. Четвъртфиналист за купата на страната през 1998 и 1999 г. със Спартак (Вн). Има 12 мача и 1 гол за младежкия национален отбор.
След края на кариерата си работи като треньор в Бенковски (Бяла) и Локомотив (Горна Оряховица).

## Статистика по сезони
- Локомотив (ГО) – 1989/90 – А група, 7 мача/1 гол
- Локомотив (ГО) – 1990/91 – А група, 18/3
- Локомотив (ГО) – 1991/92 – А група, 23/2
- Локомотив (ГО) – 1992/93 – А група, 24/2
- Локомотив (ГО) – 1993/94 – А група, 26/3
- Локомотив (ГО) – 1994/95 – А група, 28/7
- Шумен – 1995/96 – А група, 19/2
- Шумен – 1996/ес. - Б група, 17/2
- Спартак (Вн) – 1997/пр. – А група, 14/0
- Спартак (Вн) – 1997/98 – А група, 23/2
- Спартак (Вн) – 1998/99 – А група, 16/1
- Спартак (Вн) – 1999/00 – А група, 14/1
- Спартак (Вн) – 2000/ес. - А група, 2/0
- Бней Сахнин – 2001/пр. - Лига Леумит, 26/6
- Макаби Кфар-Кана – 2001/02 – Лига Леумит, 21/5
- Бней Сахнин – 2002/ес. - Лига Леумит, 7/1
- Янтра (Габрово) – 2003/пр. - Б група, 14/1
- Етър 1924 – 2003/ес. - Б група, 12/1